# Xã South Lebanon, Quận Sharp, Arkansas
Xã South Lebanon (tiếng Anh: South Lebanon Township) là một xã thuộc quận Sharp, tiểu bang Arkansas, Hoa Kỳ. Năm 2010, dân số của xã này là 110 người.